# پاملا دی بار
پاملا دِی بار (انگلیسی: Pamela Des Barres؛ زادهٔ ۹ سپتامبر ۱۹۴۸) موسیقی‌دان، گروپی راک اند رول، مؤلف و بازیگر اهل ایالات متحده آمریکا است.
از فیلم‌ها یا برنامه‌های تلویزیونی که وی در آن نقش داشته‌است، می‌توان به کوچه بهشت اشاره کرد.